# 115
115 — невисокосний рік, що почався у вівторок за григоріанським календарем.
Римська імперія •  Парфянське царство •  Кушанське царство •  Східна Хань •  Сармати

## Геополітична ситуація
Римську імперію очолює імператор Траян (до 117). Імперія займає Апеннінський, Піренейський та Балканський півострови, Галлію, частину Британії, Близький Схід, Північну Африку включно з Єгиптом.
Наймогутніша держава центральної Азії — Парфянське царство. Наймогутніша держава Індостану — Кушанське царство. Династія Хань править у Китаї.  Корейський півострів ділять між собою Три корейські держави.
Триває докласичний період цивілізації мая.
На території майбутньої України, в степах Причорномор'я, мешкають сармати, північніше — племена Черняхівської культури.

## Події

### Римська імперія
- Римськими консулами були Луцій Віпстан Мессала та Марк Педон Вергіліан.
- Римляни завоювали Месопотамію, включно зі столицею Парфії Ктезифоном.
- Юдеї у Єгипті та Кирені підняли повстання проти римського панування. Сплюндровано Александрію.
- Спалахнуло повстання у Британії, знищено гарнізон Еборакума.
- Римським папою став святий Сікст I.
- У Римі відбудовано Пантеон Агріппи.

### Китай
- Династія Хань пацифікувала цянів, відновила сполучення з Західним краєм (Східний Туркестан).
- Сяньбі вчинили набіг на Ляодун.

## Народились
Дивись також Категорія:Народились 115
- Павсаній (географ)

## Померли
Дивись також Категорія:Померли 115
- Олександр I (папа римський)